# Estadio Las Américas
El Estadio Las Américas es un estadio ubicado en el distrito de San Juan Bautista, provincia de Huamanga, región de Ayacucho, Perú. Tendrá capacidad para 3 mil espectadores y un costo de 36 millones de soles. Fue escenario inconcluso de la inauguración de los Juegos Bolivarianos 2024.
El estadio estará compuesto por las tribunas oriente y occidente sin techo, graderías populares ni pista atlética debido a la incapacidad de las autoridades.
Está previsto que cuente con estacionamiento, áreas de control, boleterías, campo de juego, cerco perimétrico, tanque de agua, subestación eléctrica y losas deportivas.
Actualmente, pese a estar incompleto y sin inauguración, es el recinto donde Ayacucho FC juega sus partidos de local desde el Torneo Clausura 2025.